# Levicaris mammilata
Levicaris mammilata är en kräftdjursart som först beskrevs av John R. Edmondson 1931.  Levicaris mammilata ingår i släktet Levicaris och familjen Gnathophyllidae. Inga underarter finns listade i Catalogue of Life.